# Visibilitat (sociologia)
La visibilitat, en sociologia, és el que cerca l'activisme contra qualsevol mena d'invisibilització social. És a dir, contra la negació, el segregament, l'anonimat no desitjat, la prohibició, el tabú, l'alienació i el menyspreu que pugui existir generalment sota un lloc, un fet o un col·lectiu de persones. Representa el dret a existir, a ser com s'és, amb dignitat, a ser escoltat i a reconèixer la seva existència. Pot ser un pas previ a la normalització, a la reconeixença de drets, necessitats, d'indemnitzacions, etc.
Actuar per a la visibilització d'un grup, una causa o un problema pot ser una forma d'acció directa no violenta. Serveix contra el tabú i la discriminació, i també perquè la societat conegui i sigui conscient d'interessos i problemes específics, els doni importància, adquireixi sensibilitat i, si cal, contribueixi a ajudar a resoldre carències i conflictes.

## Gènere
Un dels objectius del feminisme és fer conèixer l'emprenta, pensament i acció de les dones arreu del món i de la història. Han estat, i encara ho són, negades, amagades i destruïdes. Alguns exemples són la caça de bruixes, o de dones sàvies, i l'efecte Matilda.

## Sexualitat
La por al rebuig social , a la no admissió o no integració en un grup social o en una societat que almenys oficialment i aparentment pensa, fa o és majoritàriament diferent fa que molts opten per "no eixir de l'armari". No obstant això la idea de la visibilitat i de la normalització suggereixen que "no és necessari eixir d'un armari si mai s'entra en ell", és a dir, si una persona es mostra tal com és, igual que fa la resta, no cal donar cap explicació o justificació de la pròpia personalitat o circumstàncies personals.
Un cas particular n'és el de la visibilitat en el cas de les opcions sexuals i de gènere, és a dir de la diversitat sexual. En una societat masclista i heteropatriarcal, el col·lectiu LGTB és històricament un dels grups en el qual més persones han patit la seu pròpia aute-repressió, induïda per unes normes morals que s'imposaven discriminant qualsevol forma de ser que s'apartara dels "rols estàndards establits", de tal manera que per a protegir-se de possibles humiliacions, moltes persones han decidit dur una vida sentimental d'amagat de la resta de la societat (popularment, "doble vida"), mentre que unes altres s'han atrevit a viure sense amagar-se en el que de vegades es coneix com eixir de l'armari.
Sovint, el fet de no posseir o mostrar cap dels caràcters que popularment s'associen a l'homosexualitat, per a moltes persones serveix com escut per a amagar-se, pel que aquelles persones homosexuals que si presenten dits tòpics o estereotips (com la feminitat en homes, o la masculinitat en dones) són les úniques que són visibles per a la societat, alimentant els estereotips que ho sustenten. D'açò manera, i ja que la societat en general té assumits els tòpics, molts homosexuals no s'identifiquen ni desitgen identificar-se amb aquestes idees, pel que opten per amagar-se. És a dir, es forma un cercle viciós conegut com a invisibilitat de l'homosexualitat, almenys de forma parcial i sobretot en aquells grups on es premien les virtuts masculines en homes i femenines en dones, com és el cas de l'esport, i fins i tot en molts treballs.

## Citació
La següent frase anònima pretén il·lustrar la filosofia de la visibilitat:
| « | Jo no vaig declarant públicament que soc heterosexual, simplement ho soc. Jo no vaig declarant públicament que soc gai, simplement ho soc. Sigues tu mateix. | » |